# Douglas C-47 Skytrain
Douglas C-47 Skytrain znany także jako Dakota – amerykański samolot transportowy bazujący na konstrukcji cywilnego samolotu pasażerskiego Douglas DC-3. Był powszechnie używany przez aliantów podczas II wojny światowej i pozostał w eksploatacji do końca lat 50. XX wieku. Brytyjskie wersje wojskowe nazywane były Dakota. Nazwa ta pochodziła od akronimu DACoTA, oznaczającego Douglas Aircraft Company Transport Aircraft – samolot transportowy firmy Douglas Aircraft Company. Do XXI wieku pozostają w użyciu nieliczne samoloty C-47 Dakota.

## Historia
Po przystąpieniu Stanów Zjednoczonych w grudniu 1941 do II wojny światowej część cywilnych samolotów Douglas DC-3 została zarekwirowana na potrzeby wojska. Na jego zamówienie rozpoczęto produkcję wersji transportowej C-47 z dużymi dwuczęściowymi drzwiami z lewej części kadłuba, wzmocnioną podłogą przedziału transportowego i kabiną przystosowaną do przewozu spadochroniarzy. Napęd samolotu stanowiły dwa silniki Pratt & Whitney R-1830-92 o mocy po 882 kW. Samolot mógł zabrać ładunek o masie do 4540 kg. W największej liczbie wyprodukowano wersję C-47A (5254 egz.). Posiadały one wzmocnioną podłogę w przedziale transportowym i instalację elektryczną o napięciu 24 V. Masowo produkowana była także wersja C-47B z silnikami wyposażonymi w dwustopniowe sprężarki oraz dodatkowy zbiornik paliwa. Szczyt produkcji osiągnięto w 1944, kiedy to wyprodukowano 4583 egzemplarzy C-47. Lotnictwo aliantów stosowało te samoloty na wszystkich frontach II wojny światowej do celów transportowych, ewakuacji rannych, przewożenia spadochroniarzy (28 skoczków), do misji specjalnych i holowania szybowców. Samoloty użyte zostały do zrzucenia spadochroniarzy nad Normandią i Holandią oraz zrzucały zaopatrzenie oddziałom w Ardenach. Wariant powietrznodesantowy używany był w Europie pod nazwą C-53 Skytrooper. W służbie brytyjskiej i w krajach Wspólnoty Brytyjskiej znany był jako Dakota lub Gooney bird (pol. Albatros). 

Do najsłynniejszych zadań wykonanych przy użyciu tego samolotu należały udane akcje przechwycenia w czasie niskiego przelotu samolotu holującego Douglas C-47 nad szybowcem i zaczepienia na linę holowniczą szybowca transportowego Waco CG-4 stojącego na ziemi oraz poderwania go do startu. Na pokładzie C-47, w tylnej jego części zamontowano specjalną wyciągarkę z liną o długości 300m, którą operator rozwijał i zwijał w czasie operacji przechwycenia szybowca.
W czasie działań wojennych wielokrotnie podrywano puste szybowce Waco z miejsc, z których niemożliwy byłby normalny start samolotu holującego wraz z szybowcem. 
W marcu 1945 pobliżu miejscowości Remagen w Niemczech po raz pierwszy przeprowadzono akcję poderwania szybowców Waco CG-4 samolotami C-47 z 25 rannymi żołnierzami amerykańskimi i niemieckimi na pokładzie szybowca. 
28 czerwca 1945 przeprowadzono z udziałem Dakoty podobną akcję ewakuacji z niedostępnej dżungli 15 osób na jednej z wysp Nowej Gwinei.
W 1956 roku jedna z wersji Dakoty, R-4D-5L, była pierwszym samolotem, który wylądował na biegunie południowym.

Po zakończeniu wojny tysiące C-47 przekazano jako nadwyżkę wojskową dla celów cywilnych operacji lotniczych. Przez wiele lat stanowiły one standardowe wyposażenie niemal wszystkich linii lotniczych na świecie. Część samolotów pozostała w służbie wojskowej – w United States Navy znane były jako R4D-8. Także United States Air Force korzystały z tych samolotów; w czasie wojny wietnamskiej używana była zmodyfikowana – uzbrojona wersja Douglas AC-47 Spooky.

## Wersje

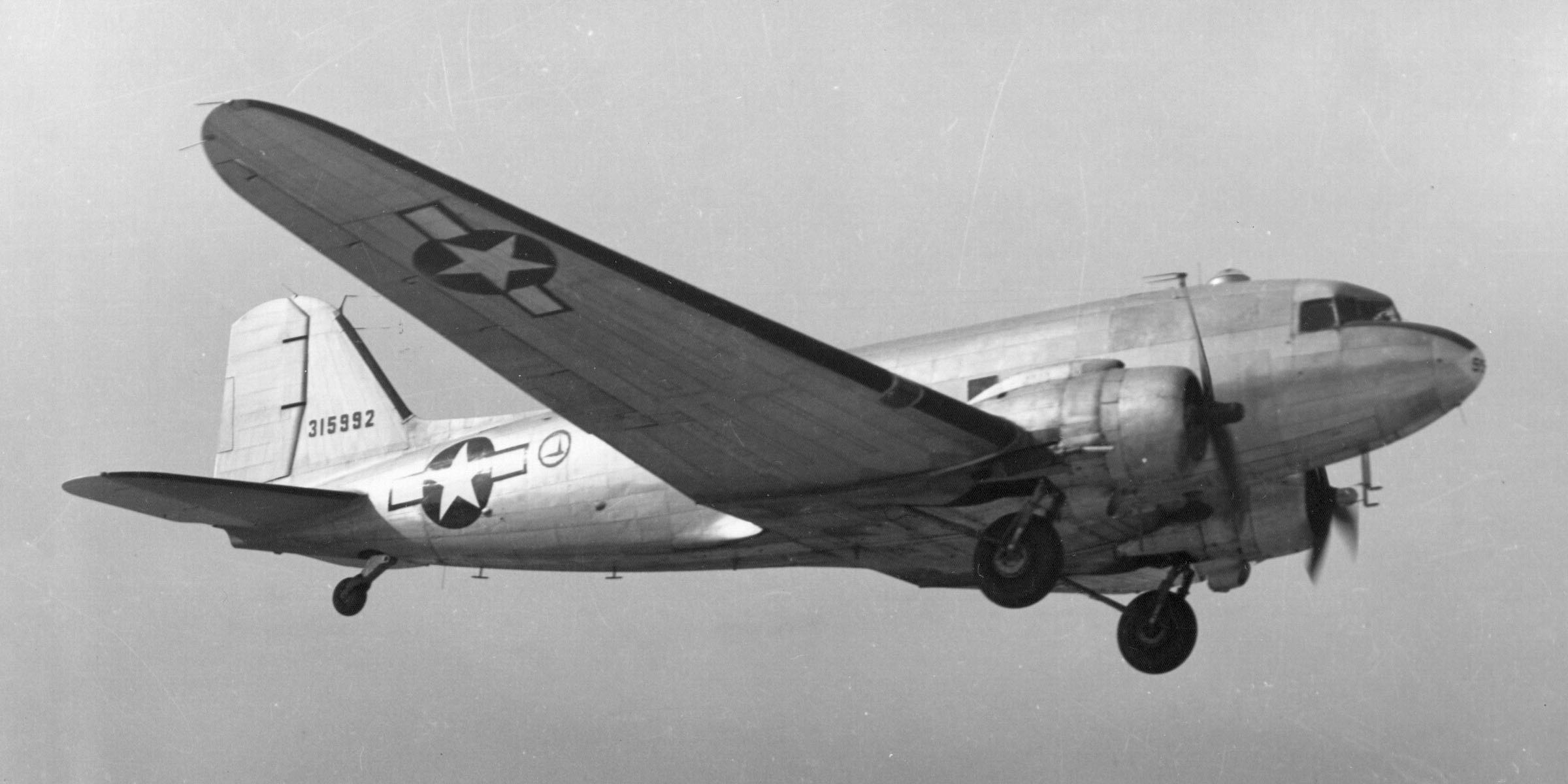
Douglas C-47

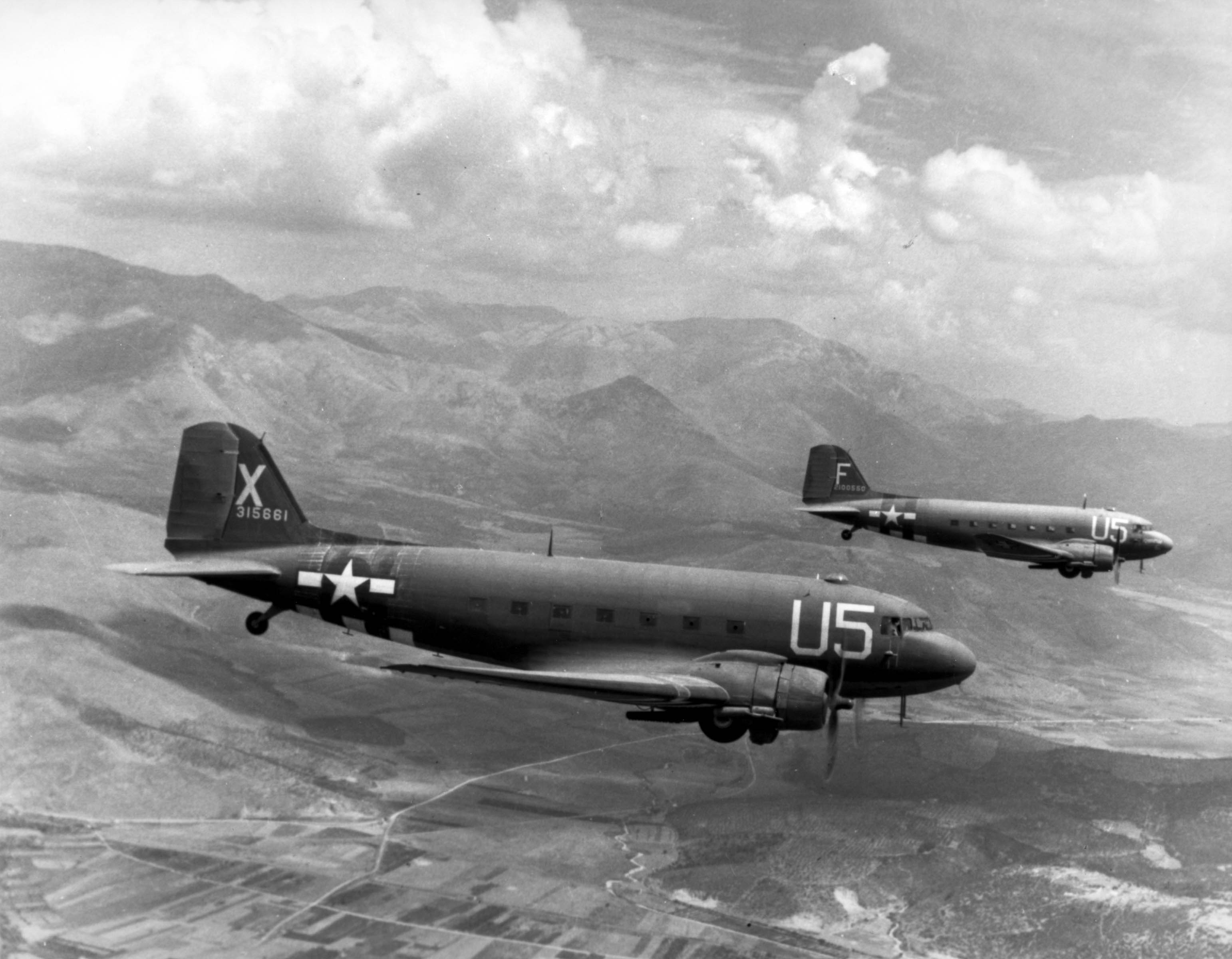
C-47 nad Francją, 1944

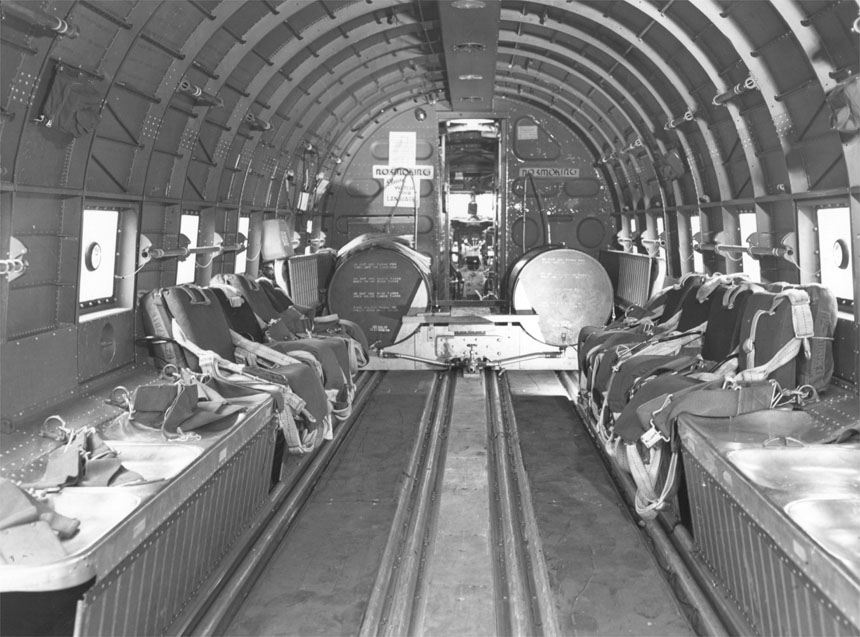
Wnętrze samolotu (zdjęcie z okresu II wojny światowej)

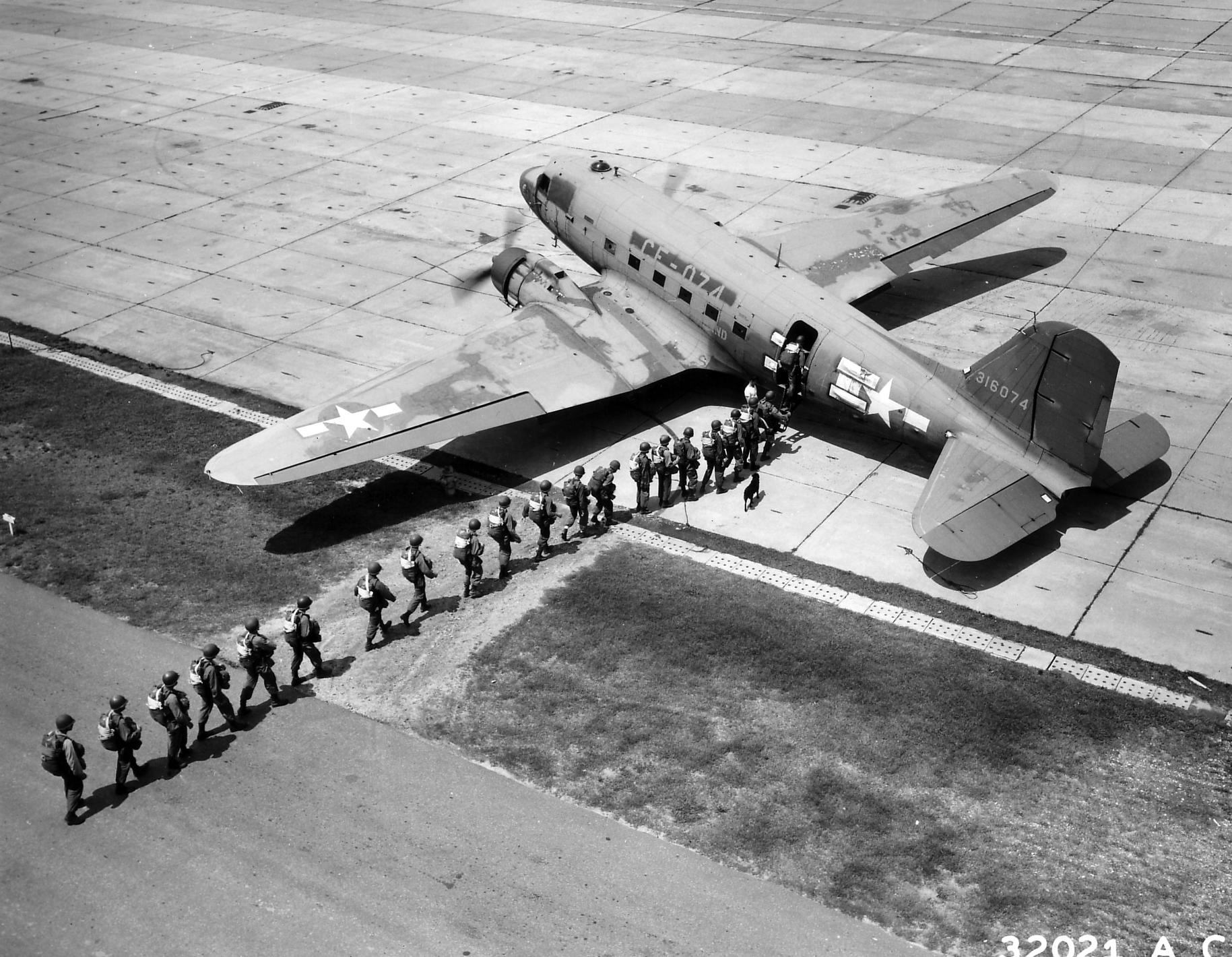
Załadunek spadochroniarzy do C-47, 1946

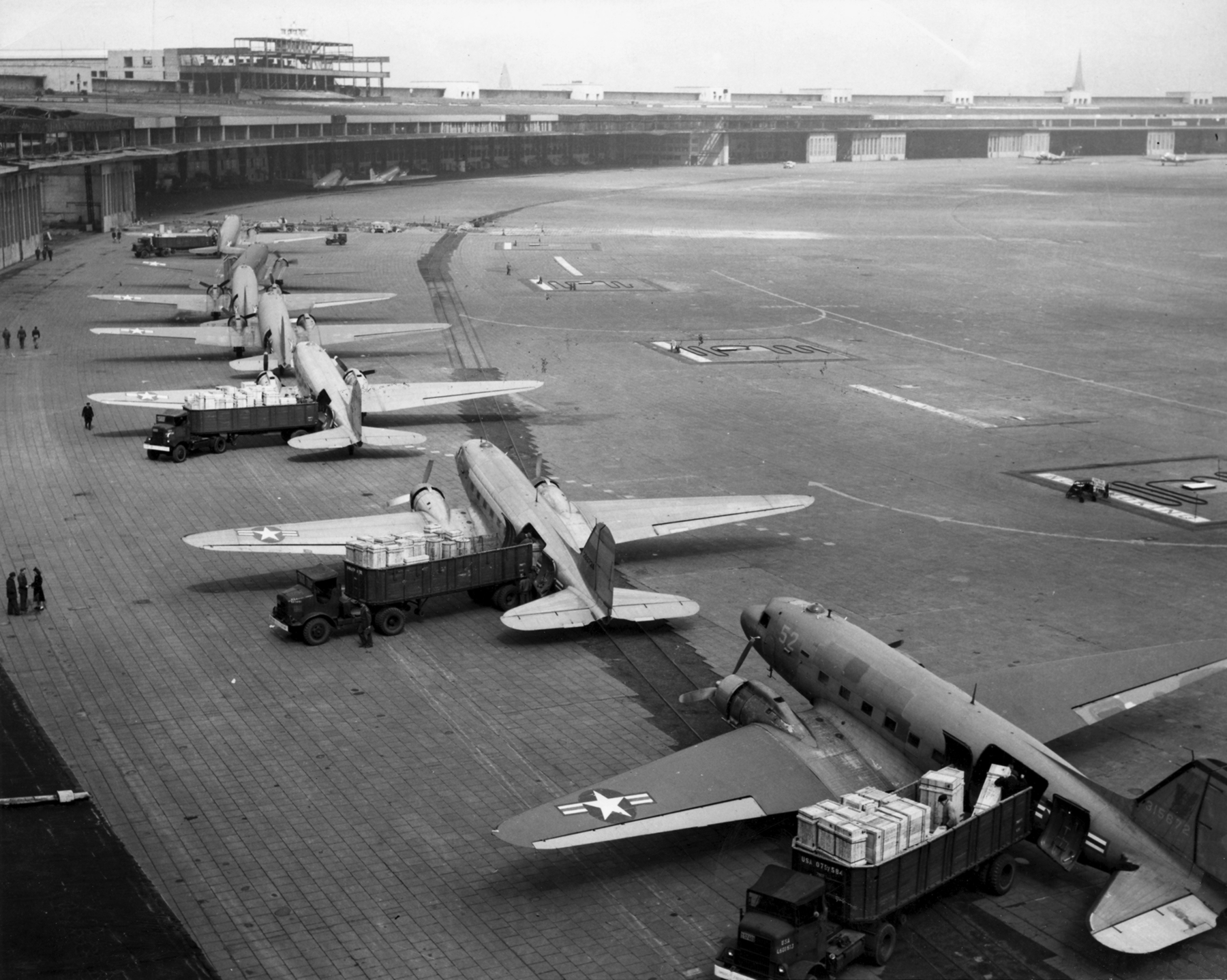
C-47 w Berlinie, 1948

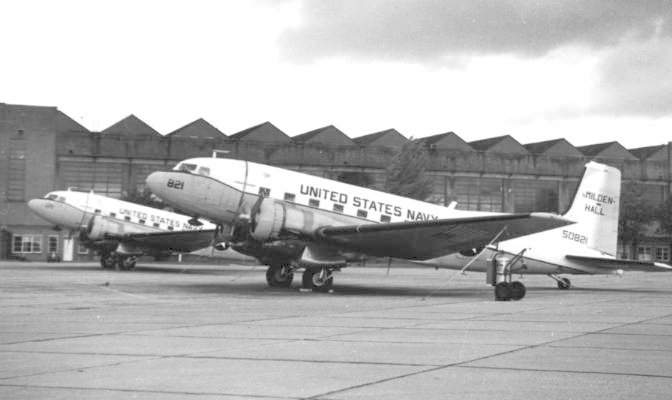
US Navy C-117D, 1961

C-47
Początkowa wersja wojskowa Douglasa DC-3, z miejscem dla 27 pasażerów. Wybudowano 965 egzemplarzy, w tym 12 dla US Navy jako wersja R4D-1.
C-47A
Wersja C-47 z instalacją elektryczną 24 V. Wyprodukowano 5 254 egzemplarzy, w tym dla US Navy pod symbolem R4D-5.
RC-47A
Wersja C-47A wyposażona w sprzęt fotograficzny i rozpoznawczy.
SC-47A
Wersja C-47A zmodyfikowana dla potrzeb lotniczego pogotowia ratunkowego. W 1962 przemianowany na HC-47A.
VC-47A
Wersja C-47A przystosowana do przewozu VIP-ów.
C-47B
Wersja z silnikami turbodoładowanymi R-1830-90 i dodatkowymi zbiornikami paliwa, tak aby wydłużyć zasięg samolotów dla potrzeb pokonywania trasy Chiny–Birma–Indie. Wyprodukowano 3 364 egzemplarzy.
VC-47B
Wersja C-47B przystosowana do przewozu VIP-ów.
XC-47C
Wersja C-47 testowano jako wodnosamolot.
C-47D
Wersja C-47B ze zmodyfikowanymi turbinami.
AC-47D
Wersja uzbrojona w karabiny maszynowe 7,62 mm.
EC-47D
Wersja C-47D wyposażona w radar wczesnego ostrzegania. Przed 1962 przemianowane na AC-47D.
NC-47D
Wersja C-47D przystosowana do roli samolotu testowego.
RC-47D
Wersja C-47D wyposażona w urządzenia rozpoznania fotograficznego.
SC-47D
Wersja C-47D przystosowana do zadań lotniczego pogotowia ratunkowego. W 1962 przemianowana na HC-47D.
VC-47D
Wersja C-47D przystosowana do przewozu VIP-ów.
C-47E
Zmodyfikowana wersja transportowa z możliwością przewozu 27–28 pasażerów lub ładunku.
C-47F
Zmodyfikowana wersja cywilnego Super DC-3 przystosowana do potrzeb USAF. Przemianowany na YC-129. Później zostały przekazane do US Navy jako XR4D-8.
C-47H/J/L/M
Wersje przystosowane do udzielania wsparcia misjom attaché marynarki wojennej itp.
EC-47N/P/Q
Wersje samolotów C-47A i C-47D przystosowane do pełnienia misji różnorodnych misji specjalnych. Wersje różniły się wyposażeniem radiowym i elektronicznym.
C-47R
Jeden samolot C-47M przystosowany do pracy na dużej wysokości, z przeznaczeniem do pełnienia misji w Ekwadorze.
C-47T
Wersja z silnikami Pratt & Whitney Canada PT6A-67R, wydłużonym kadłubem, wzmocnionymi skrzydłami i zmienioną awioniką.
C-47TP Turbo Dakota
Wersja ze zmienionymi silnikami i wzmocnionym kadłubem dla potrzeb South African Air Force.
C-53 Skytrooper
Wojskowa wersja transportowa C-47.
XC-53A Skytrooper
Jeden samolot ze zmienioną awioniką i system odladzania krawędzi skrzydeł.
C-53B Skytrooper
Wersja C-53 z dodatkowymi zbiornikami paliwa i oddzielnym stanowiskiem nawigatora. Wyprodukowano 8 egzemplarzy.
C-53C Skytrooper
Wersja C-53 z większymi drzwiami ładunkowymi. Wyprodukowano 17 egzemplarzy.
C-53D Skytrooper
Wersja C-53C z instalacją elektryczną 24V. Wyprodukowano 159 egzemplarzy.
C-117A Skytrooper
Wersja C-47B przystosowana do przewozu 24 pasażerów. Wyprodukowano 16 egzemplarzy.
VC-117A
Trzy samoloty C-117A przystosowane do przewozu VIP-ów.
SC-117A
Jeden samolot C-117A zmodyfikowany do potrzeb ratownictwa morskiego.
C-117B/VC-117B
Wersja C-117A ze zmodyfikowanymi turbinami. Później przemianowana na VC-117B.
C-117D
Wersja dla US Navy i United States Marine Corps. Później przemianowana na R4D-8.
LC-117D
Wersja dla US Navy i United States Marine Corps. Później przemianowana na R4D-8L.
TC-117D
Wersja dla US Navy i United States Marine Corps. Później przemianowana na R4D-8T.
VC-117D
Wersja dla US Navy. Później przemianowana na R4D-8Z.
YC-129
Prototyp Super DC-3 przedstawiony do oceny przez USAF. Przemianowany na C-47F, a następnie przekazany do US Navy jako XR4D-8.
CC-129
Kanadyjskie oznaczenie C-47 (po 1970).
XCG-17
Jeden samolot C-47 z usuniętymi silnikami, testowany jako szybowiec dla 40 żołnierzy.
R4D-1 Skytrain
Wersja C-47 dla US Navy i United States Marine Corps.
R4D-3
Dwadzieścia samolotów w wersji C-53C przeniesionych do US Navy.
R4D-5
Wersja C-47A z siecią elektryczną 24V. W 1962 przemianowane na C-47H. 238 tych samolotów przeniesiono do US Navy.
R4D-5L
Wersja R4D-5 przystosowana do pracy w warunkach Antarktydy. W 1962 przemianowane na LC-47H.
R4D-5Q
Wersja R4D-5 używana jako samolot szkoleniowy. W 1962 przemianowany na EC-47H.
R4D-5R
Wersja R4D-5 przystosowana do przewozu 21 pasażerów oraz jako samolot szkoleniowy. W 1962 przemianowany na TC-47H.
R4D-5S
Wersja R4D-5 stosowana jako specjalny samolot szkoleniowy. W 1962 przemianowana na SC-47H.
R4D-5Z
Wersja R4D-5 przystosowana do transportu VIP-ów. W 1962 przemianowana na VC-47H.
R4D-6
157 samolotów C-47B przeniesionych do US Navy. W 1962 przemianowano na C-47J.
R4D-6L, Q, R, S, i Z
Warianty serii R4D-5. W 1962 przemianowane na LC-47J, EC-47J, TC-47J, SC-47J i VC-47J.
R4D-7
44 samoloty TC-47B przeniesione do US NAvy jako samoloty szkoleniowe. W 1962 przemianowane na TC-47K.
R4D-8
Wersje R4D-5 i R4D-6 ze zmodyfikowanymi skrzydłami i ogonami. W 1962 przemianowane na C-117D.
R4D-8L
Wersja R4D-8 przystosowana do pracy w warunkach Antarktydy. W 1962 przemianowane na LC-117D.
R4D-8T
Wersja R4D-8 zmodyfikowano jako samolot szkoleniowy. W 1962 przemianowana na TC-117D.
R4D-8Z
Wersja R4D-8 przystosowana do transportu sztabów. W 1962 przemianowana na VC-117D.

### Nazwy w RAF
Dakota I
Oznaczenie Royal Air Force dla wersji C-47 i R4D-1.
Dakota III
Oznaczenie Royal Air Force dla wersji C-47A.
Dakota IV
Oznaczenie Royal Air Force dla wersji C-47B.

## Użytkownicy samolotów na świecie
Arabia Saudyjska
 Argentyna
Fuerza Aérea Argentina
Argentine Naval Aviation
 Australia
Royal Australian Air Force – w 1939 wprowadziła do służby cywilne wersje DC-3. W 1942 otrzymano wojskowe C-47, które weszły do służby w lutym 1943. W 1960 większość przekazano cywilnym agencjom rządowym. lub odsprzedano komercyjnym liniom lotniczym. Dwa ostatnie wycofano w marcu 1999.
Royal Australian Navy – po II wojnie światowej otrzymała 4 egzemplarze.
 Belgia
Belgijskie Siły Powietrzne
 Benin
 Mjanma
 Boliwia
 Brazylia
 Chile
 ChRL
 Czad
 Czechosłowacja
Czeskie Siły Powietrzne – używała C-47 i rosyjskie Li-2
 Dania
Królewskie Duńskie Siły Powietrzne
 Egipt
 Ekwador
 Etiopia
 Federacja Rodezji i Niasy
 Filipiny
 Finlandia
Fińskie Siły Powietrzne – w latach 1960–1984 eksploatowały 9 samolotów.
 Francja
Francuskie Siły Powietrzne
 Gabon
 Grecja
Greckie Siły Powietrzne – po 1947 otrzymały ponad 80 samolotów z USAAF i RAF.
 Gwatemala
 Haiti
 Hiszpania
 Holandia
Królewskie Holenderskie Siły Powietrzne
Netherlands Naval Aviation Service
Royal Netherlands East Indies Army Air Force
 Honduras
 Indie
Indyjskie Siły Powietrzne
 Indonezja
 Iran
 Islandia
 Izrael
Siły Powietrzne Izraela
 Japonia
 Jemen
 Jordania
 Jugosławia
 Kambodża
Kambodżańskie Siły Powietrzne – otrzymał C-47 jako pomoc zagraniczną od Royal Air Force.
 Kanada
Canadian Forces Air Command
Kanadyjskie Siły Zbrojne
 Kolumbia
Kolumbijskie Siły Powietrzne
 Kongo
 Korea Południowa
 Kuba
 Laos
Laotańskie Siły Powietrzne
 Libia
 Madagaskar
 Malawi
 Mali
 Maroko
 Mauretania
 Meksyk
 Monako
 Nikaragua
 Niger
 Nigeria
 Norwegia
Norweskie Siły Powietrzne
 Nowa Zelandia
 Oman
 Pakistan
Pakistańskie Siły Powietrzne
 Papua-Nowa Gwinea
 Paragwaj
 Peru
 Polska
Siły Powietrzne – z samolotem C-47 zetknęli się polscy piloci służący w dywizjonach lotniczych RAF. Następnie 1 samolot otrzymała w listopadzie 1944 z ZSRR 2. Samodzielna Eskadra Sztabowa, podlegająca bezpośrednio Dowództwu Lotnictwa LWP, po czym w 1945 otrzymano kolejne kilka, a w 1946 zakupiono kilkanaście samolotów z demobilu amerykańskiego. Łącznie używano do 17 samolotów C-47, znanych jako Dakota, do początku lat 60. Eksploatowano także rosyjskie Li-2.
Polskie Linie Lotnicze LOT – w 1946 zakupiono z amerykańskiego demobilu 9 samolotów, używanych następnie jako pasażerskie do końca lat 50. (znaki: SP-LCA do LCI). Przynajmniej 3 uległy wypadkom. Używano też samolotów wypożyczonych od wojska.
 Portugalia
Portugalskie Siły Powietrzne
 Republika Chińska
 RFN
Luftwaffe – po II wojnie światowej otrzymała 20 samolotów.
 Południowa Afryka
South African Air Force
 Rumunia
 Rwanda
 Salwador
 Senegal
 Somalia
 Sri Lanka
 Stany Zjednoczone
United States Army Z USA do ZSRR dostarczono 707 samolotów C-47.Air Corps
United States Army Air Forces
United States Air Force
United States Marine Corps
United States Navy
National Test Pilot School
 Szwecja
Szwedzkie Siły Powietrzne
 Syria
 Tajlandia
 Togo
 Turcja
Tureckie Siły Powietrzne
 Uganda
 Urugwaj
 Wenezuela
 Węgry
Węgierskie Siły Powietrzne – eksploatowały rosyjskie Li-2.
 Wielka Brytania
Royal Air Force
British Overseas Airways Corporation
 Wietnam Południowy
 DR Wietnamu
 Włochy
Włoskie Siły Powietrzne
 Wybrzeże Kości Słoniowej
 Zambia
 Zimbabwe
 ZSRR
Rosyjskie Siły Powietrzne – w latach 1939-1952 wyprodukowano około 6000 samolotów Lisunow Li-2 na licencji DC-3. Podczas II wojny światowej do ZSRR dostarczono także w ramach pomocy część wyprodukowanych C-47.